# Trigonostemon wenzelii
Trigonostemon wenzelii är en törelväxtart som beskrevs av Elmer Drew Merrill. Trigonostemon wenzelii ingår i släktet Trigonostemon och familjen törelväxter. Inga underarter finns listade i Catalogue of Life.